# Формула-1 — Чемпіонат 2020

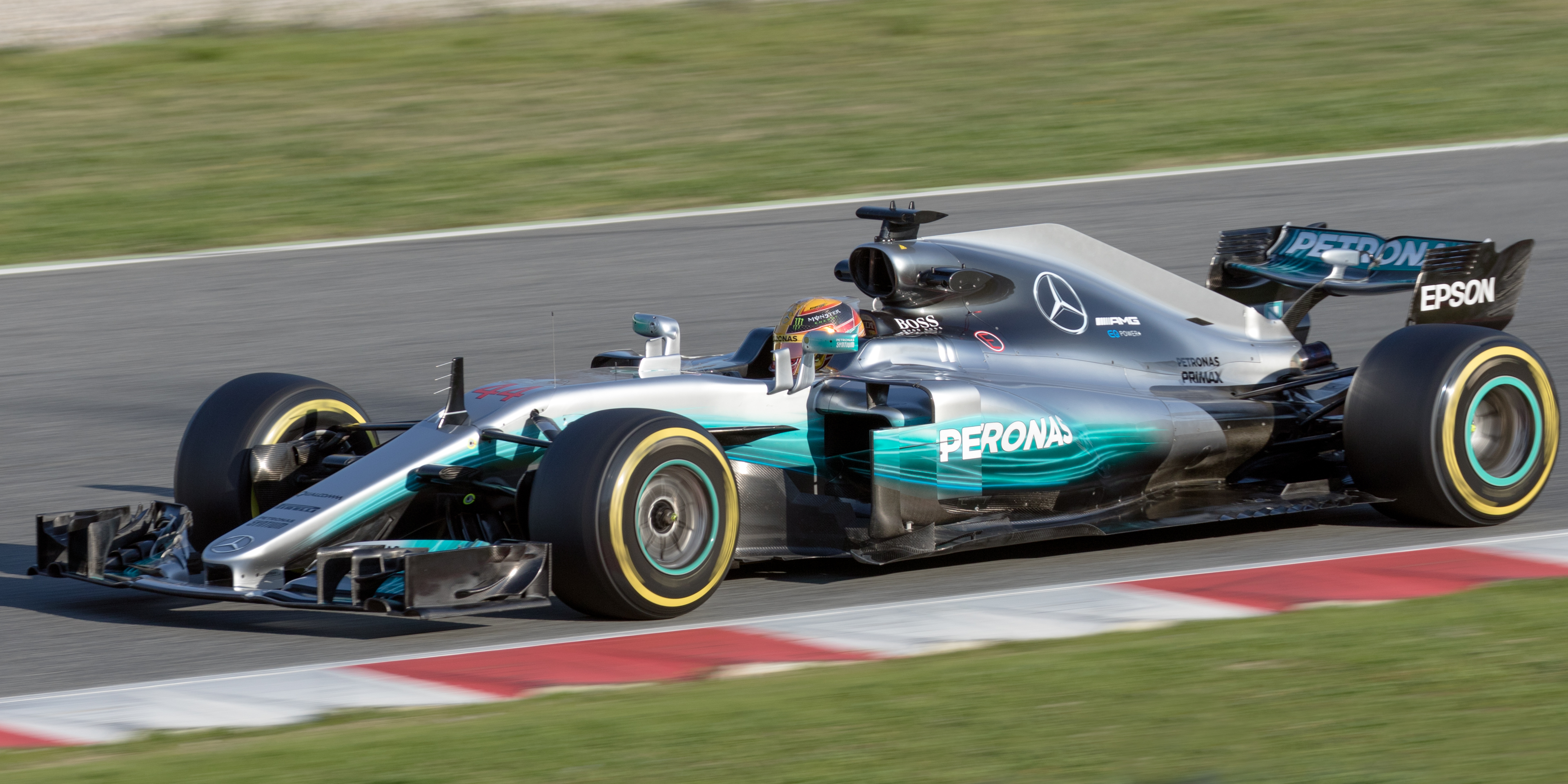
Mercedes чинний володар Кубку конструкторів.

Формула-1 2020 року — 71-й сезон чемпіонату світу з автоперегонів у класі Формула-1, який проводиться під егідою FIA. Сезон відзначить 70-ту річницю першого сезону Формули-1. Чемпіонат відбудеться у період з березня по листопад, повинен був містити 22 Гран-прі, але через спалах коронавірусної хвороби 2019 кількість гран-прі була зменшена до 17. Сезон розпочався на Гран-прі Австрії 5 липня та закінчиться на Гран-прі Абу-Дабі 13 грудня.
На Гран-прі Емілії-Романьї Мерседес здобув перемогу у Кубку конструкторів, а на Гран-прі Туреччини Льюїс Гамільтон здобув чемпіонський титул.

## Команди та пілоти
Наступні команди та пілоти, які мають контракт на участь у Чемпіонаті світу 2020 року. Постачальник шин для всіх команд — Pirelli.
| Команда                                | Конструктор               | Шасі                  | Двигун                      | Шини | №  | Пілот              | Прим.  |
| -------------------------------------- | ------------------------- | --------------------- | --------------------------- | ---- | -- | ------------------ | ------ |
| Alfa Romeo Racing ORLEN                | Alfa Romeo Racing-Ferrari | C39                   | Ferrari 065                 | P    | 7  | Кімі Ряйкконен     | [ 4 ]  |
| Alfa Romeo Racing ORLEN                | Alfa Romeo Racing-Ferrari | C39                   | Ferrari 065                 | P    | 99 | Антоніо Джовінацці | [ 5 ]  |
| Scuderia AlphaTauri Honda              | AlphaTauri-Honda          | AT01                  | Honda RA620H                | P    | 10 | П'єр Гаслі         | [ 8 ]  |
| Scuderia AlphaTauri Honda              | AlphaTauri-Honda          | AT01                  | Honda RA620H                | P    | 26 | Даніїл Квят        | [ 8 ]  |
| Scuderia Ferrari Mission Winnow        | Ferrari                   | SF1000                | Ferrari 065                 | P    | 5  | Себастьян Феттель  | [ 11 ] |
| Scuderia Ferrari Mission Winnow        | Ferrari                   | SF1000                | Ferrari 065                 | P    | 16 | Шарль Леклер       | [ 12 ] |
| Haas F1 Team                           | Haas-Ferrari              | VF-20                 | Ferrari 065                 | P    | 8  | Роман Грожан       | [ 14 ] |
| Haas F1 Team                           | Haas-Ferrari              | VF-20                 | Ferrari 065                 | P    | 20 | Кевін Магнуссен    | [ 15 ] |
| Haas F1 Team                           | Haas-Ferrari              | VF-20                 | Ferrari 065                 | P    | 51 | П'єтро Фіттіпальді | [ 16 ] |
| McLaren F1 Team                        | McLaren-Renault           | MCL35                 | Renault E-Tech 20           | P    | 4  | Ландо Норріс       | [ 19 ] |
| McLaren F1 Team                        | McLaren-Renault           | MCL35                 | Renault E-Tech 20           | P    | 55 | Карлос Сайнс мол.  | [ 20 ] |
| Mercedes-AMG Petronas Formula One Team | Mercedes                  | F1 W11 EQ Performance | Mercedes M11 EQ Performance | P    | 44 | Льюїс Гамільтон    | [ 22 ] |
| Mercedes-AMG Petronas Formula One Team | Mercedes                  | F1 W11 EQ Performance | Mercedes M11 EQ Performance | P    | 63 | Джордж Рассел      | [ 23 ] |
| Mercedes-AMG Petronas Formula One Team | Mercedes                  | F1 W11 EQ Performance | Mercedes M11 EQ Performance | P    | 77 | Вальттері Боттас   | [ 24 ] |
| BWT Racing Point F1 Team               | Racing Point-BWT Mercedes | RP20                  | BWT Mercedes                | P    | 11 | Серхіо Перес       | [ 28 ] |
| BWT Racing Point F1 Team               | Racing Point-BWT Mercedes | RP20                  | BWT Mercedes                | P    | 18 | Ленс Стролл        | [ 29 ] |
| BWT Racing Point F1 Team               | Racing Point-BWT Mercedes | RP20                  | BWT Mercedes                | P    | 27 | Ніко Гюлькенберг   | [ 30 ] |
| Aston Martin Red Bull Racing           | Red Bull Racing-Honda     | RB16                  | Honda RA620H                | P    | 23 | Александр Албон    | [ 32 ] |
| Aston Martin Red Bull Racing           | Red Bull Racing-Honda     | RB16                  | Honda RA620H                | P    | 33 | Макс Ферстаппен    | [ 33 ] |
| Renault DP World F1 Team               | Renault                   | R.S.20                | Renault E-Tech 20           | P    | 3  | Данієль Ріккардо   | [ 37 ] |
| Renault DP World F1 Team               | Renault                   | R.S.20                | Renault E-Tech 20           | P    | 31 | Естебан Окон       | [ 38 ] |
| Williams Racing                        | Williams-Mercedes         | FW43                  | Mercedes M11 EQ Performance | P    | 6  | Ніколас Латіфі     | [ 42 ] |
| Williams Racing                        | Williams-Mercedes         | FW43                  | Mercedes M11 EQ Performance | P    | 63 | Джордж Рассел      | [ 43 ] |
| Williams Racing                        | Williams-Mercedes         | FW43                  | Mercedes M11 EQ Performance | P    | 89 | Джек Ейткен        | [ 44 ] |

### Зміни в складах команд
- Естебан Окон після річної відсутності повертається до Формули-1 в складі Renault, замінивши Ніко Гюлькенберга.
- Ніколас Латіфі дебютує у Формулі-1 в складі команди Williams[42].
- Роберт Кубіца припинив виступи за команду Williams як основний гонщик після закінчення сезону 2019 року[45] і отримав місце резервного пілота команди Alfa Romeo за підтримки польських спонсорів з компанії Orlen, яка стала титульним спонсором команди. Згідно з умовами контракту, гонщик візьме участь в передсезонних тестах, а також проведе п'ять п'ятничних тренувань у сезоні 2020 року[46].
- Рой Ніссані отримав місце тестового гонщика команди Williams за підтримки канадсько-ізраїльських спонсорів з компанії Start Up. Згідно з умовами контракту, гонщик проведе три п'ятничні тренування у сезоні 2020 року[47].

- Тестовий гонщик Renault Джек Ейткен покинув команду після закінчення сезону 2019 року[48], після чого отримав місце запасного гонщика команди Williams. Згідно з умовами контракту, гонщик візьме участь в одному п'ятничному тренуванні у сезоні 2020 року[49].

### Зміни в командах
- Команда Toro Rosso перейменована в AlphaTauri в честь модного бренду одягу, який належить компанії Red Bull[35].

## Календар

Країни, в яких планується провести Гран-прі в 2020 році виділені зеленим кольором, місця розташування трас зазначені чорною крапкою. Колишні країни-господарі показані темно-сірим кольором. Місця розташування трас, на яких раніше проводились перегони, відзначені білою крапкою.

4 жовтня 2019 року на засіданні Всесвітньої ради FIA з автоспорту був затверджений календар сезону 2020 року. Планувалося провести рекордну кількість Гран-прі — 22, але у зв'язку із пандемією коронавірусу 13 Гран-прі було скасовано. До оновленого календаря увійшли 17 Гран-прі.
| №        | Гран-прі                  | Траса                                    | Дата         |
| -------- | ------------------------- | ---------------------------------------- | ------------ |
| 1        | Гран-прі Австрії          | Ред Бул Ринг, Шпільберг                  | 5 липня      |
| 2        | Гран-прі Штирії           | Ред Бул Ринг, Шпільберг                  | 12 липня     |
| 3        | Гран-прі Угорщини         | Хунгароринг, Будапешт                    | 19 липня     |
| 4        | Гран-прі Великої Британії | Автодром Сільверстоун, Сільверстоун      | 2 серпня     |
| 5        | Гран-прі 70-ти річчя      | Автодром Сільверстоун, Сільверстоун      | 9 серпня     |
| 6        | Гран-прі Іспанії          | Каталунья, Барселона                     | 16 серпня    |
| 7        | Гран-прі Бельгії          | Спа-Франкоршам, Спа                      | 30 серпня    |
| 8        | Гран-прі Італії           | Автодром Монца, Монца                    | 6 вересня    |
| 9        | Гран-прі Тоскани          | Автодром Муджелло, Скарперія-е-Сан-П'єро | 13 вересня   |
| 10       | Гран-прі Росії            | Автодром Сочі, Сочі                      | 27 вересня   |
| 11       | Гран-прі Айфеля           | Нюрбургринг, Нюрбург                     | 11 жовтня    |
| 12       | Гран-прі Португалії       | Автодром Алгарве, Портіман               | 25 жовтня    |
| 13       | Гран-прі Емілії-Романьї   | Автодром Енцо та Діно Феррарі, Імола     | 1 листопада  |
| 14       | Гран-прі Туреччини        | Істанбул Парк, Стамбул                   | 15 листопада |
| 15       | Гран-прі Бахрейну         | Міжнародний автодром Бахрейну, Сахір     | 29 листопада |
| 16       | Гран-прі Сахіру           | Міжнародний автодром Бахрейну, Сахір     | 6 грудня     |
| 17       | Гран-прі Абу-Дабі         | Яс-Марина, Абу-Дабі                      | 13 грудня    |
| Джерела: |                           |                                          |              |

Наступні Гран-прі були включені до оригінального календаря, але були скасовані:
| Гран-прі              | Траса                                  | Дата         |
| --------------------- | -------------------------------------- | ------------ |
| Гран-прі Австралії    | Альберт-Парк, Мельбурн                 | 15 березня   |
| Гран-прі В'єтнаму     | Вулична траса Ханой, Ханой             | 5 квітня     |
| Гран-прі Китаю        | Міжнародний автодром Шанхая, Шанхай    | 19 квітня    |
| Гран-прі Нідерландів  | Зандвоорт, Північна Голландія          | 3 травня     |
| Гран-прі Монако       | Міська траса Монте-Карло, Монте-Карло  | 24 травня    |
| Гран-прі Азербайджану | Вулична траса Баку, Баку               | 7 червня     |
| Гран-прі Канади       | Автодром імені Жиля Вільнева, Монреаль | 14 червня    |
| Гран-прі Франції      | Поль Рікар, Ле-Кастелле                | 28 червня    |
| Гран-прі Сінгапуру    | Міський автодром Марина Бей, Сінгапур  | 20 вересня   |
| Гран-прі Японії       | Судзука, Судзука                       | 11 жовтня    |
| Гран-прі США          | Траса Америк, Остін (Техас)            | 25 жовтня    |
| Гран-прі Мексики      | Автодром імені братів Родрігес, Мехіко | 1 листопада  |
| Гран-прі Бразилії     | Інтерлагос, Сан-Паулу                  | 15 листопада |
| Джерела:              |                                        |              |

### Зміни у календарі
Купуючи комерційні права на спорт у CVC Capital Partners у січні 2017 року, Liberty Media оголосила про плани розширити календар Формули-1, використовуючи концепцію, яку вони назвали «гонками пунктів призначення» та моделювали на Гран-прі Сінгапуру. Відповідно до моделі «гонок пунктів призначення», Гран-прі будуть створені у ключових туристичних напрямках чи поблизу них та будуть включати гоночні, розважальні та соціальні функції з метою зробити цей спорт більш доступним та привабливим для широкої аудиторії. Кілька країн і місць оголосили про плани подати заявку на Гран-прі, дві заявки були успішними:
- Гран-прі В'єтнаму було оголошено першою новою гонкою, створеною під керівництвом Liberty Media[57]. Попередньо гонка була визначена на квітень 2020 року, планується провести на вуличній трасі в столиці країни — Ханой[58].
- Гран-прі Нідерландів має відбутися вперше з 1985 року на трасі Зандвоорт[59][60].

Liberty Media спочатку очікувала, що календар на 2020 рік буде складатися з двадцяти одного Гран-прі і що будь-які нові перегони відбуватимуться за рахунок існуючих подій, але пізніше була досягнута угода про збільшення до двадцяти двох Гран-прі. Також було внесено кілька змін у календар, після чого Гран-прі Німеччини було припинено, а Гран-прі Мексики провело ребрендинг у «Гран-прі Мехіко».

#### Зміни календаря внаслідок пандемії коронавірусу
Гран-прі Китаю спочатку повинен був відбутися 19 квітня, але його перенесли на неоголошену дату. Про перенесення було оголошено внаслідок спалаху коронавірусу COVID-19. Рішення про перенесення гонки було прийнято в лютому 2020 року, щоб дозволити командам перенаправляти свою інфраструктуру для перегонів за межами Європи, які потрібно було перевезти на інші перегони.
Перед початком сезону Феррарі та АльфаТаурі висловили стурбованість поширенням вірусу та його впливом на чемпіонат. Обидві команди знаходяться в Італії, де був зафіксований найбільший спалах коронавірусної хвороби серед європейських країн, і тому команди були стурбовані спроможністю їх співробітників залишити встановлену урядом карантинну зону на півночі Італії. Росс Браун, спортивний директор Формули-1, оголосив, що Гран-прі не відбудеться, якщо команді буде заборонено в'їзд до країни-господаря, але гонки можуть проходити, якщо команда добровільно вирішить відмовитись від виступу. Внаслідок того, що у одного механіка команди Макларен був виявлений коронавірус, Гран-прі Австралії, лише за декілька годин до першої практики, було скасовано. Наступного дня FIA оголосила, що Гран-прі Бахрейну та В'єтнаму — відкладені на невизначену дату.
19 березня FIA оголосила, що Гран-прі Нідерландів, Іспанії та Монако були відкладені на невизначений термін через пандемію. У заяві FIA зазначають, що тепер розраховують розпочати сезон «як тільки це буде безпечно зробити після травня», і що ситуація буде моніторитись і надалі. Організатори гонки в Монако, Автомобільний клуб Монако, уточнили, що гонку скасували. Це означає, що гонка Формули-1 не відбудеться в Монако вперше після 1954 року.

## Зміни регламенту

### Спортивний регламент
Командам буде дозволено використовувати ще один модуль MGU-K порівняно з 2019 роком для компенсації підвищених вимог у зв'язку зі збільшенням до двадцяти двох гонок у сезоні.
Пілоти, які беруть участь у практиках, отримають додаткові бали FIA на Суперліцензію. Будь-який гонщик, який пройде мінімум 100 км (62 милі) під час практик, отримає додатковий бал на Суперліцензію за умови, що вони не здійснюють порушення регламенту. Щороку пілоти можуть набирати лише десять балів.
В результаті розширеного календаря два передсезонні випробування, які мають відбутися в «Барселоні-Каталонії», скоротяться в довжину з чотирьох днів до трьох днів кожен, в той час як два міжсезонні тести, які проходили на Міжнародному автодромі Бахрейну і автодромі «Каталунья» у 2019 році були припинені. Командам також більше не дозволять закривати свої машини під час тестування. Час, протягом якого автомеханікам не дозволяють працювати з болідом, було продовжено з восьми до дев'яти годин.
Правила навколо «стартових стрибків», і зважування були послаблені, стюарди тепер можуть виносити менш суворі покарання за відсутність зважування та «стрибків».

### Технічний регламент
Щоб зменшити ризик проколів, останні 50 мм (2,0 дюйма) переднього крила вже не можуть містити жодного металу. Гальмові канали більше не можна передавати в аутсорсинг, і їх повинна виготовляти та проектувати команда. Кількість палива, яке може знаходитися поза паливним  баком, зменшилось з 2 літрів до 250 мілілітрів. Рівень допомоги гонщику на старті також буде зменшений.

## Результати та положення в заліках

### Гран-прі
| №  | Гран-прі                  | Поул-позиція                               | Швидке коло                                | Переможець                                 | Конструктор                                | Звіт |
| -- | ------------------------- | ------------------------------------------ | ------------------------------------------ | ------------------------------------------ | ------------------------------------------ | ---- |
| —  | Гран-прі Австралії        | Скасовано через пандемію коронавірусу 2019 | Скасовано через пандемію коронавірусу 2019 | Скасовано через пандемію коронавірусу 2019 | Скасовано через пандемію коронавірусу 2019 | Звіт |
| 1  | Гран-прі Австрії          | Вальттері Боттас                           | Ландо Норріс                               | Вальттері Боттас                           | Mercedes                                   | Звіт |
| 2  | Гран-прі Штирії           | Льюїс Гамільтон                            | Карлос Сайнс                               | Льюїс Гамільтон                            | Mercedes                                   | Звіт |
| 3  | Гран-прі Угорщини         | Льюїс Гамільтон                            | Льюїс Гамільтон                            | Льюїс Гамільтон                            | Mercedes                                   | Звіт |
| 4  | Гран-прі Великої Британії | Льюїс Гамільтон                            | Макс Ферстаппен                            | Льюїс Гамільтон                            | Mercedes                                   | Звіт |
| 5  | Гран-прі 70-ти річчя      | Вальттері Боттас                           | Льюїс Гамільтон                            | Макс Ферстаппен                            | Red Bull Racing-Honda                      | Звіт |
| 6  | Гран-прі Іспанії          | Льюїс Гамільтон                            | Вальттері Боттас                           | Льюїс Гамільтон                            | Mercedes                                   | Звіт |
| 7  | Гран-прі Бельгії          | Льюїс Гамільтон                            | Данієль Ріккардо                           | Льюїс Гамільтон                            | Mercedes                                   | Звіт |
| 8  | Гран-прі Італії           | Льюїс Гамільтон                            | Льюїс Гамільтон                            | П'єр Гаслі                                 | AlphaTauri Honda                           | Звіт |
| 9  | Гран-прі Тоскани          | Льюїс Гамільтон                            | Льюїс Гамільтон                            | Льюїс Гамільтон                            | Mercedes                                   | Звіт |
| 10 | Гран-прі Росії            | Льюїс Гамільтон                            | Вальттері Боттас                           | Вальттері Боттас                           | Mercedes                                   | Звіт |
| 11 | Гран-прі Айфеля           | Вальттері Боттас                           | Макс Ферстаппен                            | Льюїс Гамільтон                            | Mercedes                                   | Звіт |
| 12 | Гран-прі Португалії       | Льюїс Гамільтон                            | Льюїс Гамільтон                            | Льюїс Гамільтон                            | Mercedes                                   | Звіт |
| 13 | Гран-прі Емілії-Романьї   | Вальттері Боттас                           | Льюїс Гамільтон                            | Льюїс Гамільтон                            | Mercedes                                   | Звіт |
| 14 | Гран-прі Туреччини        | Ленс Стролл                                | Ландо Норріс                               | Льюїс Гамільтон                            | Mercedes                                   | Звіт |
| 15 | Гран-прі Бахрейну         | Льюїс Гамільтон                            | Макс Ферстаппен                            | Льюїс Гамільтон                            | Mercedes                                   | Звіт |
| 16 | Гран-прі Сахіру           | Вальттері Боттас                           | Джордж Рассел                              | Серхіо Перес                               | Racing Point-BWT Mercedes                  | Звіт |
| 17 | Гран-прі Абу-Дабі         | Макс Ферстаппен                            | Данієль Ріккардо                           | Макс Ферстаппен                            | Red Bull Racing-Honda                      | Звіт |

### Пілоти
Очки отримують пілоти, які фінішували у першій десятці. Також 1 очко здобуває пілот, який показав найшвидше коло і фінішував в першій десятці.
| Позиція | 1-ша | 2-га | 3-тя | 4-та | 5-та | 6-та | 7-ма | 8-ма | 9-та | 10-та | НК |
| Очки    | 25   | 18   | 15   | 12   | 10   | 8    | 6    | 4    | 2    | 1     | 1  |

| Поз. | Пілот              | АВТ  | ШТИ  | УГО  | ВЕЛ  | 70   | ІСП  | БЕЛ  | ІТА  | ТОС  | РОС  | АЙФ  | ПОР  | ЕМІ  | ТУР  | БАХ  | САХ  | АБУ  | Очки |
| ---- | ------------------ | ---- | ---- | ---- | ---- | ---- | ---- | ---- | ---- | ---- | ---- | ---- | ---- | ---- | ---- | ---- | ---- | ---- | ---- |
| 1    | Льюїс Гамільтон    | 4    | 1    | 1    | 1    | 2    | 1    | 1    | 7    | 1    | 3    | 1    | 1    | 1    | 1    | 1    | Т    | 3    | 347  |
| 2    | Вальттері Боттас   | 1    | 2    | 3    | 11   | 3    | 3    | 2    | 5    | 2    | 1    | Схід | 2    | 2    | 14   | 8    | 8    | 2    | 223  |
| 3    | Макс Ферстаппен    | Схід | 3    | 2    | 2    | 1    | 2    | 3    | Схід | Схід | 2    | 2    | 3    | Схід | 6    | 2    | Схід | 1    | 214  |
| 4    | Серхіо Перес       | 6    | 6    | 7    | Т    |      | 5    | 10   | 10   | 5    | 4    | 4    | 7    | 6    | 2    | 18°  | 1    | Схід | 125  |
| 5    | Данієль Ріккардо   | Схід | 8    | 8    | 4    | 14   | 11   | 4    | 6    | 4    | 5    | 3    | 9    | 3    | 10   | 7    | 5    | 7    | 119  |
| 6    | Карлос Сайнс мол.  | 5    | 9    | 9    | 13   | 13   | 6    | НС   | 2    | Схід | Схід | 5    | 6    | 7    | 5    | 5    | 4    | 6    | 105  |
| 7    | Александр Албон    | 13°  | 4    | 5    | 8    | 5    | 8    | 6    | 15   | 3    | 10   | Схід | 12   | 15   | 7    | 3    | 6    | 4    | 105  |
| 8    | Шарль Леклер       | 2    | Схід | 11   | 3    | 4    | Схід | 14   | Схід | 8    | 6    | 7    | 4    | 5    | 4    | 10   | Схід | 13   | 98   |
| 9    | Ландо Норріс       | 3    | 5    | 13   | 5    | 9    | 10   | 7    | 4    | 6    | 15   | Схід | 13   | 8    | 8    | 4    | 10   | 5    | 97   |
| 10   | П'єр Гаслі         | 7    | 15   | Схід | 7    | 11   | 9    | 8    | 1    | Схід | 9    | 6    | 5    | Схід | 13   | 6    | 11   | 8    | 75   |
| 11   | Ленс Стролл        | Схід | 7    | 4    | 9    | 6    | 4    | 9    | 3    | Схід | Схід | Т    | Схід | 13   | 9    | Схід | 3    | 10   | 75   |
| 12   | Естебан Окон       | 8    | Схід | 14   | 6    | 8    | 13   | 5    | 8    | Схід | 7    | Схід | 8    | Схід | 11   | 9    | 2    | 9    | 62   |
| 13   | Себастьян Феттель  | 10   | Схід | 6    | 10   | 12   | 7    | 13   | Схід | 10   | 13   | 11   | 10   | 12   | 3    | 13   | 12   | 14   | 33   |
| 14   | Данило Квят        | 12°  | 10   | 12   | Схід | 10   | 12   | 11   | 9    | 7    | 8    | 15   | 19   | 4    | 12   | 11   | 7    | 11   | 32   |
| 15   | Ніко Гюлькенберг   |      |      |      | НС   | 7    |      |      |      |      |      | 8    |      |      |      |      |      |      | 10   |
| 16   | Кімі Ряйкконен     | Схід | 11   | 15   | 17   | 15   | 14   | 12   | 13   | 9    | 14   | 12   | 11   | 9    | 15   | 15   | 14   | 12   | 4    |
| 17   | Антоніо Джовінацці | 9    | 14   | 17   | 14   | 17   | 16   | Схід | 16   | Схід | 11   | 10   | 15   | 10   | Схід | 16   | 13   | 16   | 4    |
| 18   | Джордж Расселл     | Схід | 16   | 18   | 12   | 18   | 17   | Схід | 14   | 11   | 18   | Схід | 14   | Схід | 16   | 12   | 9    | 15   | 3    |
| 19   | Ромен Грожан       | Схід | 13   | 16   | 16   | 16   | 19   | 15   | 12   | 12   | 17   | 9    | 17   | 14   | Схід | Схід | Т    |      | 2    |
| 20   | Кевін Магнуссен    | Схід | 12   | 10   | Схід | Схід | 15   | 17   | Схід | Схід | 12   | 13   | 16   | Схід | 17°  | 17   | 15   | 18   | 1    |
| 21   | Ніколас Латіфі     | 11   | 17   | 19   | 15   | 19   | 18   | 16   | 11   | Схід | 16   | 14   | 18   | 11   | Схід | 14   | Схід | 17   | 0    |
| 22   | Джек Ейткен        |      |      |      |      |      |      |      |      |      |      |      |      |      |      |      | 16   |      | 0    |
| 23   | П'єтро Фіттіпальді |      |      |      |      |      |      |      |      |      |      |      |      |      |      |      | 17   | 19   | 0    |
| Поз. | Пілот              | АВТ  | ШТИ  | УГО  | ВЕЛ  | 70   | ІСП  | БЕЛ  | ІТА  | ТОС  | РОС  | АЙФ  | ПОР  | ЕМІ  | ТУР  | БАХ  | САХ  | АБУ  | Очки |

| Приклад      | Опис                                                              |
| ------------ | ----------------------------------------------------------------- |
| 1            | Переможець                                                        |
| 2            | Друге місце                                                       |
| 3            | Третє місце                                                       |
| 5            | Фінішував у очковій зоні                                          |
| 12           | Фінішував поза очковою зоною                                      |
| НКЛ          | Фінішував, але не класифікований                                  |
| Схід         | Не фінішував і не класифікований                                  |
| НКВ          | Не кваліфікований                                                 |
| НПКВ         | Не передкваліфікований                                            |
| ДСК          | Дискваліфікований                                                 |
| ТТР          | Брав участь тільки в тренуваннях                                  |
| тест         | Тестер по п'ятницях (з 2003 року)                                 |
| НС           | Брав участь у Гран-прі як бойовий пілот, але не стартував у гонці |
| Т            | Травмований чи хворий                                             |
| Викл         | Виключений із протоколу                                           |
| Від          | Відмова від участі                                                |
| НТР          | Не брав участі в тренуваннях                                      |
| НПР          | Не прибув на Гран-прі                                             |
| С            | Гонка скасована                                                   |
|              | Не брав участі                                                    |
| Жирний шрифт | Поул-позиція                                                      |
| Курсив       | Швидке коло                                                       |

Примітки:
- ° — Пілоти, що не фінішували на гран-прі, але були класифіковані, оскільки подолали понад 90 % дистанції.

### Конструктори
| Поз. | Конструктор               | №  | АВТ  | ШТИ  | УГО  | ВЕЛ  | 70   | ІСП  | БЕЛ  | ІТА  | ТОС  | РОС  | АЙФ  | ПОР  | ЕМІ  | ТУР  | БАХ  | САХ  | АБУ  | Очки |
| ---- | ------------------------- | -- | ---- | ---- | ---- | ---- | ---- | ---- | ---- | ---- | ---- | ---- | ---- | ---- | ---- | ---- | ---- | ---- | ---- | ---- |
| 1    | Mercedes                  | 44 | 4    | 1    | 1    | 1    | 2    | 1    | 1    | 7    | 1    | 3    | 1    | 1    | 1    | 1    | 1    |      | 3    | 573  |
| 1    | Mercedes                  | 63 |      |      |      |      |      |      |      |      |      |      |      |      |      |      |      | 9    |      | 573  |
| 1    | Mercedes                  | 77 | 1    | 2    | 3    | 11   | 3    | 3    | 2    | 5    | 2    | 1    | Схід | 2    | 2    | 14   | 8    | 8    | 2    | 573  |
| 2    | Red Bull Racing           | 23 | 13°  | 4    | 5    | 8    | 5    | 8    | 6    | 15   | 3    | 10   | Схід | 12   | 15   | 7    | 3    | 6    | 4    | 319  |
| 2    | Red Bull Racing           | 33 | Схід | 3    | 2    | 2    | 1    | 2    | 3    | Схід | Схід | 2    | 2    | 3    | Схід | 6    | 2    | Схід | 1    | 319  |
| 3    | McLaren                   | 4  | 3    | 5    | 13   | 5    | 9    | 10   | 7    | 4    | 6    | 15   | Схід | 13   | 8    | 8    | 4    | 10   | 5    | 202  |
| 3    | McLaren                   | 55 | 5    | 9    | 9    | 13   | 13   | 6    | НС   | 2    | Схід | Схід | 5    | 6    | 7    | 5    | 5    | 4    | 6    | 202  |
| 4    | Racing Point              | 11 | 6    | 6    | 7    | Т    |      | 5    | 10   | 10   | 5    | 4    | 4    | 7    | 6    | 2    | 18°  | 1    | Схід | 195  |
| 4    | Racing Point              | 18 | Схід | 7    | 4    | 9    | 6    | 4    | 9    | 3    | Схід | Схід | Т    | Схід | 13   | 9    | Схід | 3    | 10   | 195  |
| 4    | Racing Point              | 27 |      |      |      | НС   | 7    |      |      |      |      |      | 8    |      |      |      |      |      |      | 195  |
| 5    | Renault                   | 3  | Схід | 8    | 8    | 4    | 14   | 11   | 4    | 6    | 4    | 5    | 3    | 9    | 3    | 10   | 7    | 5    | 7    | 181  |
| 5    | Renault                   | 31 | 8    | Схід | 14   | 6    | 8    | 13   | 5    | 8    | Схід | 7    | Схід | 8    | Схід | 11   | 9    | 2    | 9    | 181  |
| 6    | Ferrari                   | 5  | 10   | Схід | 6    | 10   | 12   | 7    | 13   | Схід | 10   | 13   | 11   | 10   | 12   | 3    | 13   | 12   | 14   | 131  |
| 6    | Ferrari                   | 16 | 2    | Схід | 11   | 3    | 4    | Схід | 14   | Схід | 8    | 6    | 7    | 4    | 5    | 4    | 10   | Схід | 13   | 131  |
| 7    | Scuderia AlphaTauri Honda | 10 | 7    | 15   | Схід | 7    | 11   | 9    | 8    | 1    | Схід | 9    | 6    | 5    | Схід | 13   | 6    | 11   | 8    | 107  |
| 7    | Scuderia AlphaTauri Honda | 26 | 12°  | 10   | 12   | Схід | 10   | 12   | 11   | 9    | 7    | 8    | 15   | 19   | 4    | 12   | 11   | 7    | 11   | 107  |
| 8    | Alfa Romeo                | 7  | Схід | 11   | 15   | 17   | 15   | 14   | 12   | 13   | 9    | 14   | 12   | 11   | 9    | 15   | 15   | 14   | 12   | 8    |
| 8    | Alfa Romeo                | 99 | 9    | 14   | 17   | 14   | 17   | 16   | Схід | 16   | Схід | 11   | 10   | 15   | 10   | Схід | 16   | 13   | 16   | 8    |
| 9    | Haas                      | 8  | Схід | 13   | 16   | 16   | 16   | 19   | 15   | 12   | 12   | 17   | 9    | 17   | 14   | Схід | Схід |      |      | 3    |
| 9    | Haas                      | 20 | Схід | 12   | 10   | Схід | Схід | 15   | 17   | Схід | Схід | 12   | 13   | 16   | Схід | 17°  | 17   | 15   | 18   | 3    |
| 9    | Haas                      | 51 |      |      |      |      |      |      |      |      |      |      |      |      |      |      |      | 17   | 19   | 3    |
| 10   | Williams                  | 6  | 11   | 17   | 19   | 15   | 19   | 18   | 16   | 11   | Схід | 16   | 14   | 18   | 11   | Схід | 14   | Схід | 17   | 0    |
| 10   | Williams                  | 63 | Схід | 16   | 18   | 12   | 18   | 17   | Схід | 14   | 11   | 18   | Схід | 14   | Схід | 16   | 12   |      | 15   | 0    |
| 10   | Williams                  | 89 |      |      |      |      |      |      |      |      |      |      |      |      |      |      |      | 16   |      | 0    |
| Поз. | Конструктор               | №  | АВТ  | ШТИ  | УГО  | ВЕЛ  | 70   | ІСП  | БЕЛ  | ІТА  | ТОС  | РОС  | АЙФ  | ПОР  | ЕМІ  | ТУР  | БАХ  | САХ  | АБУ  | Очки |

| Приклад      | Опис                                                              |
| ------------ | ----------------------------------------------------------------- |
| 1            | Переможець                                                        |
| 2            | Друге місце                                                       |
| 3            | Третє місце                                                       |
| 5            | Фінішував у очковій зоні                                          |
| 12           | Фінішував поза очковою зоною                                      |
| НКЛ          | Фінішував, але не класифікований                                  |
| Схід         | Не фінішував і не класифікований                                  |
| НКВ          | Не кваліфікований                                                 |
| НПКВ         | Не передкваліфікований                                            |
| ДСК          | Дискваліфікований                                                 |
| ТТР          | Брав участь тільки в тренуваннях                                  |
| тест         | Тестер по п'ятницях (з 2003 року)                                 |
| НС           | Брав участь у Гран-прі як бойовий пілот, але не стартував у гонці |
| Т            | Травмований чи хворий                                             |
| Викл         | Виключений із протоколу                                           |
| Від          | Відмова від участі                                                |
| НТР          | Не брав участі в тренуваннях                                      |
| НПР          | Не прибув на Гран-прі                                             |
| С            | Гонка скасована                                                   |
|              | Не брав участі                                                    |
| Жирний шрифт | Поул-позиція                                                      |
| Курсив       | Швидке коло                                                       |

Примітки:
- ° — Пілоти, що не фінішували на гран-прі, але були класифіковані, оскільки подолали понад 90 % дистанції.

## Виноски
1. ↑  Гран-прі Австралії та Монако були скасовані, а ще 5 гонок були перенесені у зв'язку зі спалахом коронавірусу 2019-nCoV
2. ↑  Команда Racing Point використовує двигуни Mercedes M11 EQ Performance. Для спонсорських цілей вони презентуються як "BWT Mercedes"[27]